# Lucio Fregona
Lucio Fregona, né le 21 janvier 1964 à Asolo, est un coureur de fond italien spécialisé en course en montagne et en skyrunning. Il est champion du monde de course en montagne 1995.

## Biographie
Lucio se fait remarquer en 1983 en remportant le titre junior de champion d'Italie de course en montagne. Engagé ensuite dans le Corps forestier d'État, il mène un style de vie très actif lui permettant de s'entraîner assidûment,.
Il se spécialise dans les descentes pour obtenir un avantage sur ses concurrents et obtient de bons résultats sur le parcours court en montée et descente au Trophée mondial de course en montagne. Quatrième en 1988, cinquième en 1989, il remporte son premier podium en 1990 en décrochant la médaille de bronze à Telfes derrière ses compatriotes Severino Bernardini et Fausto Bonzi.
Le 3 juillet 1994, il prend part au Critérium européen de course en montagne et remporte la médaille d'argent derrière son compatriote Andrea Agostini, Le 8 octobre, il remporte la première de ses quatre victoires d'affilée à la course de Šmarna Gora.
Le 10 septembre 1995 à Édimbourg, il se livre à un duel acharné avec le coureur local Tommy Murray et parvient à s'imposer pour remporter le titre de champion du monde de course en montagne.
Lors du Trophée européen de course en montagne 1996 à Llanberis, le Français Jaime Mendes surprend tout le monde en prenant les commandes de la course sur un rythme soutenu, menant dans son sillage son compatriote Thierry Breuil. Lucio met à profit ses capacités de descendeur en seconde partie de course pour rattraper son retard et s'offrir la médaille de bronze. Cette même année, il remporte le titre de champion d'Italie de course en montagne.
Il prend part aux SkyGames en 2000 à Cervinia et décroche la médaille de bronze sur l'épreuve de la SkyRace entre Zermatt et Cervinia. Il découvre ainsi la discipline du skyrunning.
Le 16 septembre 2001, il termine cinquième du Trophée mondial de course en montagne à Arta Terme et remporte sa dixième médaille d'or par équipes.
Il délaisse ensuite la course en montagne, car il ne s'estime plus assez compétitif et se concentre sur le skyrunning qui requiert plus d'expérience.
Il se classe deuxième de la Skyrunner World Series 2003 derrière l'Espagnol Agustí Roc Amador avec une victoire au Cervinia SkyMarathon.
Il remporte son premier titre de champion d'Italie de skyrunning en 2005 en remportant cinq des huit épreuves du calendrier. Il récidive en 2006 en battant notamment le record de la Pontboset Skyrace en 2 h 22 min 38 s.

## Palmarès

### Course en montagne
| no  | masculin           | Course                                                 | Longueur | Départ             | Temps           |
| --- | ------------------ | ------------------------------------------------------ | -------- | ------------------ | --------------- |
| 8e  | 8e                 | Trophée mondial de course en montagne - Parcours court | 10,95 km | 5 octobre 1986     | 47 min 49 s     |
| 4e  | 4e                 | Trophée mondial de course en montagne - Parcours court | 10 km    | 15 octobre 1988    | 45 min 15 s     |
| 1re | Médaille d'or      | Scalata dello Zucco                                    | 15 km    | 9 juillet 1989     | 1 h 13 min 50 s |
| 5e  | 5e                 | Trophée mondial de course en montagne - Parcours court | 10,04 km | 16 septembre 1989  | 48 min 38 s     |
| 1re | Médaille d'or      | Course du Snowdon                                      | 15,35 km | 28 juillet 1990    | 1 h 3 min 43 s  |
| 3e  | Médaille de bronze | Trophée mondial de course en montagne - Parcours court | 9,63 km  | 15 septembre 1990  | 42 min 26 s     |
| 2e  | Médaille d'argent  | Critérium européen de course en montagne               | 11 km    | 3 juillet 1994     | 41 min 33 s     |
| 2e  | Médaille d'argent  | Scalata dello Zucco                                    | 11 km    | 10 juillet 1994    | 52 min 5 s      |
| 1re | Médaille d'or      | Course de Šmarna Gora                                  | 9,2 km   | 8 octobre 1994     | 40 min 54 s     |
| 4e  | 4e                 | Trophée européen de course en montagne                 | 12 km    | 15 juillet 1995    | 58 min 39 s     |
| 1re | Médaille d'argent  | Trophée mondial de course en montagne                  | 12,2 km  | 10 septembre 1995  | 51 min 17 s     |
| 1re | Médaille d'or      | Course de Šmarna Gora                                  | 9,2 km   | 7 octobre 1995     | 40 min 10 s     |
| 3e  | Médaille de bronze | Trophée européen de course en montagne                 | 15,35 km | 13 juillet 1996    | 1 h 4 min 0 s   |
| 6e  | 6e                 | Trophée mondial de course en montagne                  | 11 km    | 1er septembre 1996 | 59 min 33 s     |
| 1re | Médaille d'or      | Course de Šmarna Gora                                  | 9,2 km   | 5 octobre 1996     | 40 min 57 s     |
| 2e  | Médaille d'argent  | Thyon-Dixence                                          | 16,35 km | 3 août 1997        | 1 h 9 min 32 s  |
| 7e  | 7e                 | Trophée mondial de course en montagne                  | 11,4 km  | 7 septembre 1997   | 55 min 16 s     |
| 1re | Médaille d'or      | Course de Šmarna Gora                                  | 9,2 km   | 4 octobre 1997     | 40 min 1 s      |
| 5e  | 5e                 | Trophée européen de course en montagne                 | 13,2 km  | 5 juillet 1998     | 54 min 17 s     |
| 6e  | 6e                 | Trophée mondial de course en montagne                  | 12,5 km  | 19 septembre 1999  | 56 min 56 s     |
| 2e  | Médaille d'argent  | Course de Šmarna Gora                                  | 9,2 km   | 9 octobre 1999     | 40 min 36 s     |
| 5e  | 5e                 | Trophée mondial de course en montagne                  | 12,96 km | 16 septembre 2001  | 1 h 2 min 4 s   |
| 10e | 10e                | Championnats d'Europe de course en montagne            | 13,2 km  | 7 juillet 2002     | 1 h 0 min 0 s   |
| 3e  | Médaille de bronze | Course de Šmarna Gora                                  | 9,2 km   | 24 mai 2003        | 41 min 4 s      |
| 8e  | 8e                 | Sierre-Zinal                                           | 31 km    | 10 août 2003       | 2 h 43 min 4 s  |

### Skyrunning
| no  | masculin           | Course                             | Longueur | Départ           | Temps           |
| --- | ------------------ | ---------------------------------- | -------- | ---------------- | --------------- |
| 3e  | Médaille de bronze | SkyGames - SkyRace                 | 21 km    | 7 juillet 2000   |                 |
| 1re | Médaille d'or      | Dolomites SkyRace                  | 22 km    | 28 juillet 2002  | 2 h 10 min 10 s |
| 2e  | Médaille d'argent  | Monte Rosa SkyRace                 | 28 km    | 2003             | 2 h 49 min 20 s |
| 1re | Médaille d'or      | Cervinia SkyMarathon               | 30 km    | 7 septembre 2003 |                 |
| 3e  | Médaille de bronze | SkyRace Valmalenco-Valposchiavo    | 32 km    | 13 juin 2004     | 2 h 46 min 23 s |
| 1re | Médaille d'or      | Monte Rosa SkyRace                 | 28 km    | 25 juillet 2004  | 2 h 40 min 49 s |
| 2e  | Médaille d'argent  | Trofeo Sky Race Orsiera Rocciavrè  | 21 km    | 15 août 2004     | 2 h 13 min 25 s |
| 1re | Médaille d'or      | Half SkyMarathon Sentiero 4 Luglio | 21 km    | 3 juillet 2005   | 1 h 57 min 41 s |
| 1re | Médaille d'or      | Pontboset Skyrace                  | 23 km    | 7 août 2005      | 2 h 23 min 40 s |
| 1re | Médaille d'or      | Trofeo Sky Race Orsiera Rocciavrè  | 21 km    | 14 août 2005     | 2 h 14 min 0 s  |
| 1re | Médaille d'or      | Monte Rosa SkyRace                 | 28 km    | 9 juillet 2006   | 2 h 46 min 3 s  |
| 1re | Médaille d'or      | Pontboset Skyrace                  | 23 km    | 6 août 2006      | 2 h 22 min 28 s |
| 1re | Médaille d'or      | Half SkyMarathon Sentiero 4 Luglio | 21 km    | 1er juillet 2007 | 2 h 0 min 0 s   |
| 1re | Médaille d'or      | Monte Rosa SkyRace                 | 28 km    | 8 juillet 2007   | 2 h 45 min 36 s |

## Records
| Épreuve       | Performance     | Date           | Lieu             |
| ------------- | --------------- | -------------- | ---------------- |
| Semi-marathon | 1 h 5 min 29 s  | Pontelagoscuro | 10 novembre 1996 |
| Marathon      | 2 h 27 min 33 s | Rome           | 19 novembre 1989 |